# Calicoterins
Els calicoterins (Chalicotheriinae) són una subfamília extinta de mamífers perissodàctils de la família dels calicotèrids que visqueren al Vell Món entre el Miocè inferior i el Plistocè inferior. Se n'han trobat restes fòssils a Alemanya, Àustria, Bulgària, Eslovàquia, Espanya (incloent-hi el jaciment paleontològic de Can Purull, a Viladecavalls), França, Geòrgia, Grècia, Hongria, l'Índia, Kenya, Myanmar, el Pakistan, Polònia, el Tadjikistan, Turquia, Uganda i la Xina. Malgrat que eren parents propers dels tapirs i els rinoceronts, tenien una fesomia semblant a la dels goril·les, amb extremitats anteriors molt més llargues que les posteriors. Així mateix, es desplaçaven sobre les falanges mitjanes de les mans, igual que els goril·les. El seu hàbitat natural eren els boscos humits.